# コトバドリ
「コトバドリ」は、2019年6月・7月にNHKの音楽番組『みんなのうた』で放送された楽曲。作詞・作曲：赤松隆一郎、編曲：佐藤亘、歌：原田知世。

## 概要
原田知世が『みんなのうた』に起用されるのはこの曲が初めてとなる。「コトバドリ」は、大切な人たちへ届けたい言葉や思いが綴られたメッセージ・ソング。
映像制作はクリエイターの岡野正広が手掛けている。岡野は原田の透き通るような歌声と楽曲の世界観をどの様に映像で表現しようか数か月悩んだといい、イメージした画は「まず浮かんだのが真っ白な世界。遠く離れた所に暮らす女の子と男の子がいて、やがて二人は心を寄せ合い、二人の間をつなぐ ″コトバドリ″ たちに導かれて一歩踏み出し、緑あふれる世界へと羽ばたいて行く…。」というもの。この不思議な世界観を人形、ジオラマ、コンピュータグラフィックスなどを融合させて表現している。
同年7月24日に配信リリースされた本楽曲のミュージック・ビデオは、文化庁メディア芸術祭のアニメーション部門にて優秀賞を受賞した経験を持つ映像作家大谷たらふが手掛けており、原田の『届けたい言葉のひとつひとつに、小さないのちがあるとしたら…。』という想いに沿ったアニメーション作品となっている。